# Aeroportul M'Boki
Aeroportul M'Boki (IATA: MKI, ICAO: FEGE) este un aeroport din Haut-Mbomou, Republica Centrafricană ce deservește zona Obo.
Situat la o altitudine de 641 m, aeroportul dispune de o singură pistă.